# DAF Daffodil 30
Basata tecnicamente sulla DAF 750, la DAF Daffodil 30 venne presentata come un modello di maggiore lusso della Casa olandese DAF.
Come per le altre vetture della casa una delle sue caratteristiche più importanti era la presenza di un cambio automatico proprietario Variomatic.
Equipaggiata di un motore boxer da 746 cm³ di cilindrata in grado di erogare 30 CV di potenza la vetturetta a 2 porte e 4 posti era in grado di raggiungere i 105 km/h.
Con questo modello iniziava l'uso del nome Daffodil, che sarebbe rimasto caratteristico della DAF per svariati anni; la parola indica in inglese il fiore detto in italiano narciso (Narcissus pseudo-narcissus), ed era un chiaro riferimento al nome della Casa: era spesso scritto Daf-fodil. Un'immagine del fiore appariva come parte del logo.